# Velîke Ozero, Ohtîrka
Velîke Ozero (în ucraineană Велике Озеро) este un sat în orașul regional Ohtîrka din regiunea Sumî, Ucraina.

## Demografie
Componența lingvistică a localității Velîke Ozero
     Ucraineană (89,42%)
     Rusă (8,39%)
Conform recensământului din 2001, majoritatea populației localității Velîke Ozero era vorbitoare de ucraineană (89,42%), existând în minoritate și vorbitori de rusă (8,39%).